# Ernst Kozub

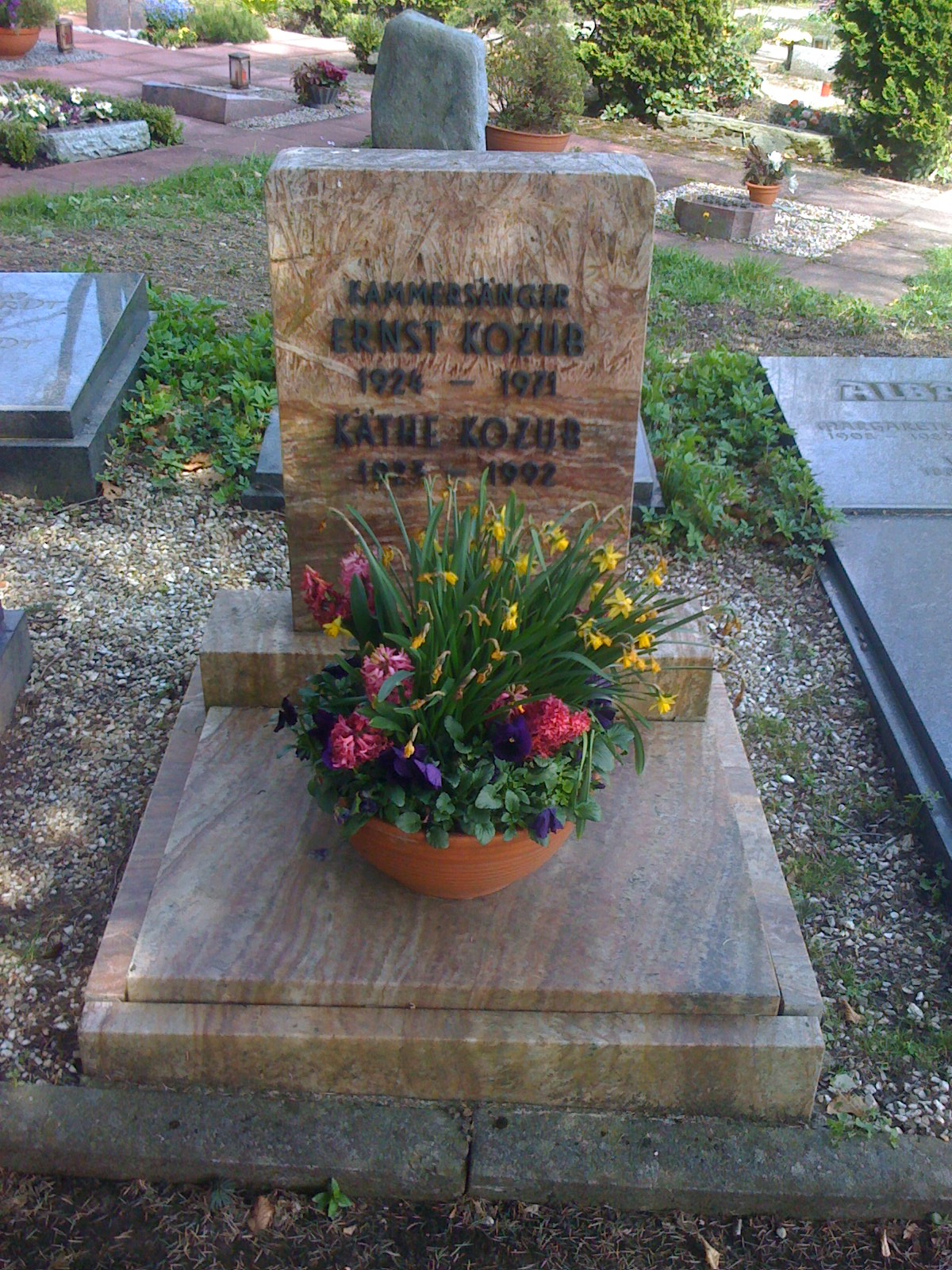

Ernst Kozub (ur. 24 stycznia 1924 w Duisburgu, zm. 27 grudnia 1971 w Bad Soden am Taunus k. Frankfurtu n. Menem) – niemiecki tenor liryczny, znany głównie jako wykonawca repertuaru wagnerowskiego.
Współpracował z operami w Berlinie, Frankfurcie, Hamburgu, ale także z innymi teatrami, takimi jak Wiener Staatsoper, Covent Garden Theatre, czy Teatro alla Scala. Kozub, mimo iż był utalentowanym śpiewakiem, nie pozostawił po sobie wielu nagrań.

## Dyskografia
- W.A. Mozart Czarodziejski flet, Georg Solti 1955, (jako Tamino) Urania
- J. Offenbach Opowieści Hoffmanna (w języku niemieckim), Robert Wagner 1964, (jako Hoffmann) Philips
- R. Wagner Holender tułacz, Otto Klemperer 1968, EMI (jako Erik)
- C.M. von Weber Wolny strzelec, Leopold Ludwig 1968, (jako Max) Arthaus DVD/Naxos